# Данієль Дефо
Данієль Де́фо (англ. Daniel Defoe; *бл. 13 вересня 1660, район Кріплгейт, Лондон — †24 квітня 1731, район Мурфілдс, Лондон) — англійський письменник і публіцист; один з основоположників європейського реалістичного роману. Відомий, насамперед, як автор «Робінзона Крузо» (1719).

## Біографія
Народився в сім'ї успішного торговця. У молоді роки займався підприємництвом, багато мандрував Європою. 1697 року розпочав літературну діяльність журналіста і публіциста памфлетом «Нариси проєктів», у якому пропонував низку політичних та економічних реформ.
1705 року збанкрутував і потрапив до в'язниці, з якої його звільнили завдяки проєкту створення британської спецслужби, яким зацікавився Уряд. Після звільнення керував агентурною мережею та особисто брав участь у спецопераціях. Загалом перебував на службі 13 років.

## Творчість
У багатьох творах Д. Дефо захищав інтереси пуританської буржуазії, проте часто підіймав загальнодемократичні питання (стаття «<Клопотання вбогої людини», 1698, та ін.). Виступав проти зарозумілості дворян (віршована сатира «Чистокровний англієць», 1701)[джерело?].
1702 року Данієль Дефо анонімно опублікував памфлет «Як найшвидше розправитися з дисентерами». За це його ув'язнили і тричі ставили до ганебного стовпа. У Ньюгейтській в'язниці Дефо пише «Гімн ганебному стовпу» (A Hymn to the Pillory).

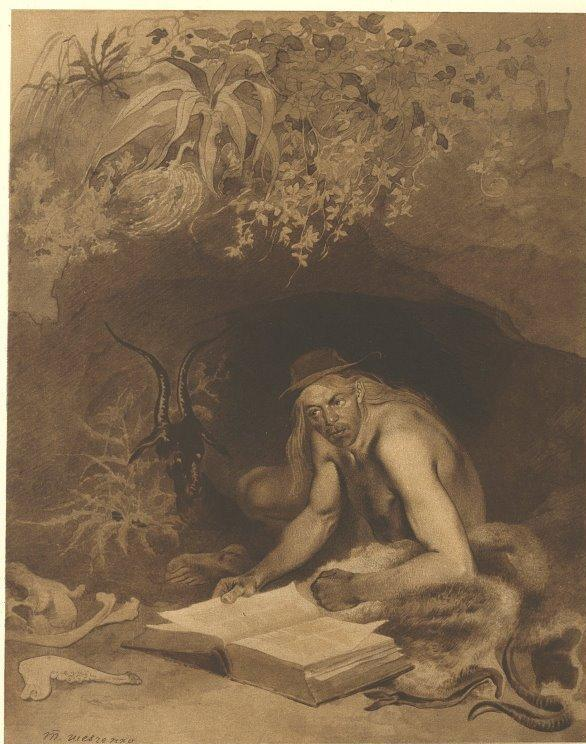
«Робінзон Крузо», мал. Т. Г. Шевченка, 1856

Всесвітню славу Дефо приніс роман «Життя й незвичайно-дивовижні пригоди Робінзона Крузо» (1719). Серед інших відомих романів письменника також: «Капітан Сінглтон» (1720), «Історія полковника Джека», «Молль Флендерс» (обидва — 1722), «Роксана» (1724) та ін. Данієля Дефо вважають автором «Безсторонньої історії життя і діянь Петра Олексійовича, нинішнього царя Московії» (1723), з оцінкою діяльності російського царя Петра I.

## Вплив Дефо на світову культуру
Найбільший вплив на світову культуру мав роман Д. Дефо «Життя й незвичайно-дивовижні пригоди Робінзона Крузо», у якого було чимало наслідувачів і римейків.
1856 року на засланні Тарас Григорович Шевченко створив малюнок на тему «Робінзона Крузо».
Незмінно популярним є сюжет роману серед кінематографістів, аніматорів і на телебаченні — в різні роки до нього зверталися кіно- і телемитці з Італії, Чехословаччини, Франції, США тощо. А в 1972 році на Одеській кіностудії С. Говорухін зняв за романом художню стрічку «Життя та дивовижні пригоди Робінзона Крузо»[джерело?].

### Романи
- «Робінзон Крузо» (англ. «Robinson Crusoe») — 1719.
- «Наступні пригоди Робінзона Крузо» (англ. «The Farther Adventures of Robinson Crusoe») — 1719.
- «Капітан Сінглтон» (англ. Captain Singleton) — 1719.
- «Мемуари кавалера» (англ. «Memoirs of a Cavalier») — 1720.
- «Щоденник чумного року» (англ. «A Journal of the Plague Year») — 1722.
- «Полковник Джек» (англ. «Colonel Jack») — 1722.
- «Радощі та прикрощі знаменитої Молль Флендерс» (англ. «The Fortunes and Misfortunes of the Famous Moll Flanders») — 1722.
- «Щаслива куртизанка, або Роксана» (англ. «Roxana: The Fortunate Mistress») — 1724.

## Переклади українською
Перший вільний переклад-переказ українською мовою «Робінзона Крузо» Дефо — «Робінзон Крузо. Повість повчальна для молоді» 1877 року зробив Орест Авдиковський (Львів, 1877). Згодом, Борис Грінченко також створив скорочений переклад-переказ «Робінзон Крузо» українською 1891 року (Київ, 1891 та Чернігів, 1894) — «Робінзон. Оповідання про те, як один чоловік по чужих краях мандрував і як він на острові серед моря жив. Записав Б. Чайченко».
Скорочений переказ першої частини роману Дефо зробив Антін Павенський — «Пригоди Робінзона Крузо» — у Львові 1900 року й трохи розширений 1906 року. Найближчим до оригіналу перших двох частин роману був переклад Костянтини Малицької (Львів, 1903). Марійці Підгірянці належить одна з перших українських інтерпретацій роману — вільний переклад «Робінзона Крузо» із чеської (Ужгород, 1924). Майстерним інтерпретатором твору в 1930-х роках став Юрій Шкрумеляк.
Чотири редакції перевидань (Василя Мисика (1934), Володимира Державіна (1938), Олени Хатунцевої (1965, 1978) та Євгена Крижевича (1985)) витримав текст Галини Орлівни 1927 року. 1978 року роман перевидано знову в редакції Ханунцевої (Одеса: Маяк), а 2004 та 2013 року — у редакції Державіна (Харків: Фоліо)[джерело?].
В останні роки цей роман багато перекладали українською мовою, з'являлися ціла плеяда перекладів, як от переклади Олени Заміховської (2003), Галини Грітчин та Наталі Бордуков (2006), О. В. Кузьменка (2007), Наталі Тисовської (2009, 2010, 2011, 2012), Ірини Чернової (2011, переклад з російської), Володимир Верховинець (?) тощо[джерело?].
Без вказування автора перекладу були видання Робінзона Крузо 1978 року (Київ: Молодь), 1993 року (Київ: Котигорошко) та 2003 року (Харків: МОСТ, Харків: Торнадо). 1919 року у Вінніпезі, накладом Руської Книгарні вийшов переклад невідомого перекладача під псевдо К. М. 1929 року у Львові невідомий перекладач під псевдо Г. М. видав Робінзона Крузо накладом М. Матвійчука.